# Granma (avis)
|  | For andre betydninger, se Granma |
Granma er det cubanske kommunistpartis dagblad. Avisen har navn efter båden Granma, som transporterede de revolutionære til Cuba forud for den cubanske revolution.